# La Vague (roman)
Cet article concerne le roman sorti en 1981. Pour les autres significations, voir La Vague.
La Vague (titre originel : The Wave) est un roman de Todd Strasser paru en 1981 et une adaptation du téléfilm La Vague, lui-même inspiré de La Troisième Vague, une expérience de psychologie pratique réalisée au lycée Cubberley à Palo Alto (Californie) en 1967 par le professeur d'histoire Ron Jones.
Pour faire comprendre à ses élèves les sentiments qui peuvent emporter tout un pays dans le totalitarisme, le professeur a eu l'idée de créer un mouvement fascisant qu'il baptise « la Vague ». En une semaine, dépassé par les événements et l'enthousiasme des élèves, le professeur met un terme à l'expérience sur le nazisme faisant ainsi une leçon de morale aux étudiants. Ce livre montre qu'une dictature est encore possible aujourd'hui. Il a été adapté en manuel d'histoire en Allemagne.

## Résumé des événements principaux du récit
Lors d'un cours d'histoire sur la Seconde Guerre mondiale, Ben Ross, professeur d'histoire au lycée Gordon, montre à ses élèves un documentaire sur les abominations des camps de concentration. Certains sont choqués du fait qu'aucun Allemand n'ait réagi et n'ait essayé de mettre fin à ces horreurs. Le professeur fait des recherches pour pouvoir expliquer la raison de ce silence de la population mais a soudain l'idée de faire expérimenter cette situation à ses élèves. Parmi eux, il y a Robert Billings, qui apparaît au début du récit comme le cancre de la classe, dormant durant les cours. On apprend qu'il vit dans l'ombre de son frère Jeff, qui est un élève modèle.
Le lendemain, Ben fait découvrir aux élèves le premier slogan, « La Force par la Discipline » : la discipline est essentielle au bon fonctionnement d'un projet et la discipline apporte alors un certain pouvoir. Il apprend aux élèves une manière conventionnelle de s'asseoir, un modèle de réponse court en se levant et commençant la réponse par "« Monsieur Ross ». 
Il ajoute ensuite un deuxième slogan, « La Force par la Communauté » Une communauté permet à un groupe de personnes de concrétiser un projet commun. Leur communauté a pour symbole une vague évoquant le changement et il apprend à ses élèves un salut à réaliser en rencontrant les autres membres de la communauté.
Il ajoute finalement un dernier slogan, « La Force par l'Action » : il distribue alors des cartes de membres et assigne un rôle de moniteur à certains élèves, devant signaler le non-respect des règles du mouvement au chef, Ben Ross.
Laurie (protagoniste de cette histoire) commence alors sur les conseils de sa mère à se distancer du mouvement, alors qu'elle est au début du récit favorable au mouvement. Elle prend connaissance de témoignages choquants d'élèves harcelés voire brutalisés. Elle réunit alors ces témoignages dans une édition inédite du Grapevine, le journal scolaire, pour freiner l'ampleur du mouvement. Le lycée entier est consterné par ces révélations.
Cela entraîne des disputes entre les membres de la Vague et Laurie, allant jusqu'à vouloir la faire taire. David (second protagoniste de l'histoire et petit ami de Laurie) est alors envoyé pour la raisonner et lui demander d'arrêter de leur ruiner la vie. David va alors lui aussi sortir du mouvement grâce à sa dispute avec Laurie.
Laurie et David vont alors voir Ben Ross à son domicile pour lui parler de la situation. Le professeur leur dit que la situation sera réglée le lendemain, mais qu'ils ne doivent rien faire. Seul lui peut régler le désastre. Ben Ross va réunir tous les membres de la Vague dans l'auditorium pour une prétendue réunion officielle du mouvement. Il va alors afficher une image d'Adolf Hitler tout en leur expliquant que la Vague serait dirigé par ce dernier si elle avait un leader. Il rappelle alors la facilité d'apparition d'une dictature et comme il est facile de perdre tout sens critique comme les Allemands du documentaire. Il insiste sur le fait que cette leçon ne doit pas être oubliée.

## Personnages du livre
- Laurie Saunders : elle est la protagoniste principale de cette histoire. Jeune adolescente, elle est la rédactrice en chef du Grapevine, le journal scolaire du lycée, et a d'excellents résultats scolaires. Elle a été membre de la Vague avant que sa mère lui fasse part de ses doutes et qu'elle réalise alors la part de danger cachée dans ce mouvement. Elle prend alors ses distances du mouvement, quitte à devenir l'ennemie de ses anciens camarades et amis.
- Brian Ammon : il est le quarterback de l’équipe de football américain.
- David Collins : il est le second protagoniste de l'histoire (et le devient très tardivement). C'est le capitaine de l'équipe de football américain du lycée et il est aussi le petit ami de Laurie. Dès le début de la Vague, il voit la possibilité de permettre enfin à son équipe de gagner des matchs grâce à la discipline apportée par le mouvement. Il se sépare de Laurie puisqu'ils se querellaient sur la réelle nature du mouvement. Il se rend finalement compte de cela après avoir violemment mis Laurie à terre. Il va alors l'aider à enrayer la progression de la Vague.
- Robert Billings : il apparaît au début du récit comme le cancre de la classe, dormant durant les cours. On apprend qu'il vit dans l'ombre de son frère Jeff qui est un élève modèle. Lors de l'apparition de la Vague, il semble être un faux-protagoniste puisqu'il apparaît comme un excellent membre du mouvement mais en devient dépendant puisqu'il se reprend enfin en main grâce à la cohésion et le groupe formé par la Vague ce qui le pousse à vouloir éliminer les non-membres (contraire au comportement d'un protagoniste).
- Ben Ross : il est professeur d'histoire au lycée Gordon. Il montre un jour à ses élèves un documentaire sur les violences subies par les Juifs durant la Shoah. Ne sachant pas comment expliquer pourquoi les Allemands prétendaient ne pas être au courant, il eut l'idée de réaliser une expérience simulant le mouvement nazi avec sa classe. Les élèves furent rapidement pris dans l'expérience dirigé par leur professeur qui secrètement avait aussi été pris dedans. La Vague devint alors rapidement hors de son contrôle et il attisa la colère des parents d'élèves et du principal. Il conclut alors son expérience en expliquant à ses élèves que leur leader, s'ils en avaient un, aurait été Adolf Hitler et répondit finalement aux questions des élèves en leur démontrant qu'il était facile de rentrer dans un régime comme celui-là et qu'il fallait en éviter la réapparition.
- Christy Ross : elle est la femme de Ben et enseigne la musique dans le même lycée que lui. Elle joue un rôle maternel vis-à-vis de son mari en lui demandant s'il est conscient de ce qu'il fait avec ces jeunes et finalement en le réprimandant et en insistant pour qu'il mette fin au mouvement.
- Cari Block et Alex Cooper : ce sont deux journalistes paresseux du Grapevine. Ils forment un duo comique et se moquent de la Vague. Ils vont aider Laurie dans la publication de l'édition choc révélant les dangers du mouvement.
- Amy Smith : elle est la meilleure amie de Laurie. Elle est jalouse d'elle car Laurie est la fille populaire du lycée.

## Adaptations successives
L’expérience de Ron Jones, narrée dans un article écrit par le professeur lui-même en 1972 sous le titre « The Third Wave » (« La Troisième Vague »), est rendue publique pour la première fois en 1976, sous le titre « Take As Directed » dans un magazine indépendant, le CoEvolution Quarterly. L'aventure attire l'attention du producteur Norman Lear, lequel décide de produire un téléfilm. Ron Jones ne participera pas à l'élaboration du scénario, signé Johnny Dawkins. Tourné par Alexander Grasshoff en 1981, et diffusé la même année, le téléfilm The Wave (La Vague) reçoit un Peabody Award en 1981 et un Emmy Award en 1982.
Toujours en 1981, le romancier Todd Strasser, sous le pseudonyme de Morton Rhue, publie chez Dell Publishing, également sous le titre The Wave, une adaptation romancée et augmentée du téléfilm. Ce roman, d'après une rumeur persistante, aurait fait partie des lectures obligatoires pour les lycéens allemands pendant les années 1990, mais cette information reste incertaine. La traduction en français, par Aude Carlier, est parue en 2008 sous le titre La Vague chez Jean-Claude Gawsewitch Éditeur.
L'énorme succès du téléfilm et du roman (traduit en quinze langues) a conduit à de nombreuses adaptations pour les planches, soit comme pièce de théâtre, soit comme comédie musicale.
L’expérience de Ron Jones a également inspiré le réalisateur allemand Dennis Gansel pour son film La Vague (Die Welle) réalisé en 2008, double lauréat des Prix du Film Allemand avec le Prix de Bronze dans la catégorie Meilleur film et le Prix d’Or décerné à Frederik Lau (Meilleur Second Rôle pour son interprétation de Tim). Le film a également été nommé au Festival du Film de Sundance (Grand Prix du Jury). Le film est sorti en mars 2009 en France.

## Intrigue
Rebaptisant les personnages (Ron Jones devient « Ben Ross »), l'intrigue du téléfilm et du roman reprennent la chronologie de l'expérience telle qu'elle a été relatée par Ron Jones dans son article de 1976. Ce qui commence comme un simple cours sur les bienfaits de la discipline se mue, en une semaine, en un mouvement fascisant de type totalitaire avec slogan (« La force par la discipline, la force par la communauté, la force par l'action »), signes de reconnaissance (logo et salut rappelant le salut nazi), embrigadement de type martial (pour répondre aux questions, les élèves doivent se lever, se mettre au garde-à-vous, et commencer leur réponse par l'adresse « Monsieur Ross »). Surpris par l'enthousiasme des élèves, terrifié par l'ampleur et la tournure que prennent les événements (la délation, les menaces et la paranoïa surgissent au sein du lycée), incapable de contrôler l'expérience dont il se sent lui-même le jouet, le professeur met un terme prématuré à la « Troisième Vague ». (Sur les problèmes de véracité historique de l'expérience, voir l'article La Troisième Vague).
Ron Jones n'a pas participé à la conception du téléfilm de 1981. Dans un article publié en 1993 dans The Whole Earth Review, numéro 79 (été 1993), l'enseignant raconte que, convié à une avant-première à laquelle il assiste avec sa fille de huit ans, il se serait exclamé : « Ce n’est pas arrivé comme cela ! […] L'amour n'a pas enrayé La Vague, et il n'a sûrement pas enrayé l'Holocauste ! ». Dans ce même article, il précise : « Il fallait que j’explique à quelqu’un les erreurs historiques du film […]. Bien sûr, pour faire vendre le roman, les éditeurs ne manquent jamais d’indiquer "Fondé sur une histoire vraie". Ils se gardent bien d’indiquer qu’ils ne racontent pas la vérité. »
Si Todd Strasser admet avoir fait œuvre de fiction et reconnaît n’avoir jamais rencontré Ron Jones, il estime pourtant que la véracité historique de l'expérience compte peu au regard du caractère vraisemblable de l'intrigue. L'adhésion du public, le succès non démenti du roman, justifieraient assez la pertinence du message.
Par ailleurs, retracer les événements qui se sont déroulés au lycée Cubberley entre la fin mars et le début avril 1969 pose de nombreux problèmes de concordance entre les sources, qui rendent audacieuse toute tentative de reconstitution exacte (voir l'article La Troisième Vague).
L'histoire d'amour est présente dans le livre et dans le téléfilm, étant donné que c'est  un élément important qui va apporter le dénouement de l'histoire.
Le roman de Todd Strasser accentue cette dimension romantique en faisant de Laurie la rédactrice en chef du journal du lycée, et en lui donnant la première place dans la résistance contre « La Vague ». Cet élément est déjà esquissé dans le téléfilm, mais sans l'importance que lui donne le roman : dans ce dernier, c'est un éditorial « anti-Vague » signé par Laurie qui déclenche la colère de David. Le roman explique par ailleurs l'adhésion inconditionnelle de David à « La Vague » : capitaine de l'équipe de football américain du lycée, le jeune homme parvient à dynamiser ses joueurs et à accroître leur cohésion grâce aux méthodes du mouvement (salut, slogans scandés, égalitarisme au sein de groupe, sentiment de supériorité, etc.). L'adoption des manières de « La Vague » permet aussi, dans le roman, d'expliquer la rapide notoriété du mouvement.

## Visée du roman
En écrivant ce roman, Todd Strasser veut tout d'abord parler de l'abus du pouvoir, thème dominant dans ce roman. En effet, Ben Ross abuse complètement de la confiance de jeunes élèves; bien qu'il n'ait jamais eu de mauvaises intentions. Ensuite, il sait que ce qu'il fait est mauvais. Il en est averti par sa femme, par le principal, mais ne se décide pas à abandonner son pouvoir. Il y a pris goût. Ce livre dénonce donc le mauvais usage du pouvoir que l'être humain peut avoir lorsqu'il en a possession.
Ce livre avertit également la confusion du réel et du virtuel. En effet, toute expérience menée sur un humain ne peut pas avoir lieu comme on l'espérait au départ. Il peut y avoir des situations que l'on avait pas prévues au départ et qui deviennent donc ingérable.
Enfin, cet ouvrage avertit à propos d'un sujet fort : le retour possible à une dictature. Tous les éléments qui ont permis la construction de régimes totalitaires se retrouvent très facilement, il est donc important de ne pas tomber dans un de ces régimes.